# Saenuri
Jayuhankukdang (kor. 자유한국당) – południowo-koreańska konserwatywna partia polityczna. Założona została w 1997 roku jako Hannaradang (kor. 한나라당,  ang. Grand National Party, GNP, pol. Wielka Partia Narodowa), następnie od 2012 działała jako Saenuri (kor. 새누리당). Po aferze związanej z liderką partii Park Geun-hye partia przemianowała się na Partię Wolności Korei.
Należała do Międzynarodowej Unii Demokratycznej. Po wyborach 11 kwietnia 2012 aż do 2017 roku samodzielnie pełniła władzę. W 2020 partia, połączywszy się z Nową Partią Konserwatywną, Naprzód dla Przyszłości i kilkoma innymi ugrupowaniami, przeistoczyła się w Zjednoczoną Partię Przyszłości.

## Program
Partia deklarowała się jako ugrupowanie konserwatywne społecznie, liberalno-gospodarcze i antykomunistyczne. Opowiada się za wolnym handlem, rozwojem przedsiębiorczości i czeboli, niskimi podatkami i ograniczeniem tzw. państwa opiekuńczego.